# Zoran Janković (waterpoloër)
Zoran Janković (Zenica, 8 januari 1940 - 25 februari 2002) was een Joegoslavisch waterpolospeler.
Zoran Janković nam als waterpoloër driemaal deel aan de Olympische Spelen van 1964, 1968 en 1972. Hij eindigde met het Joegoslavisch team op de tweede, eerste en vijfde plaats.
In de competitie kwam Janković uit voor Mladost, Zagreb.
Ozren Bonačić · 
Zoran Janković · 
Milan Muskatirović · 
Ante Nardeli · 
Frane Nonković · 
Vinko Rosić · 
Mirko Sandić · 
Zlatko Simenc · 
Bozidar Staničić · 
Karlo Stipanić · 
Ivo Trumbić
Ozren Bonačić · 
Dejan Dabović · 
Zdravko Hebel · 
Zoran Janković · 
Ronald Lopatni · 
Uroš Marović · 
Đorđe Perišić · 
Miroslav Poljak · 
Mirko Sandić · 
Karlo Stipanić · 
Ivo Trumbić
Dušan Antunović · 
Siniša Belamarić · 
Ozren Bonačić · 
Zoran Janković · 
Miloš Marković · 
Uroš Marović · 
Ronald Lopatni · 
Đorđe Perišić · 
Ratko Rudić · 
Mirko Sandić · 
Karlo Stipanić